# Генерал-лајтнант
Генерал-лајтнант је генералски чин у армијама многих земаља. У армијама попут армија Сједињених Америчких Држава, Велике Британије, Немачке и већине земаља НАТО-а, генерал-лајтнант је трећи генералски чин, старији од генерал-мајора, а млађи од генерала. У источноевропским и армијама неких других земаља овај чин је други генералски чин и налази се између генерал-мајора и генерал-пуковника.
Током Народноослободилачког рата, од 1. маја 1943. године коришћен је и у НОВ и ПОЈ, односно Југословенској армији. Од 1952. у Југословенској народној армији замењен је чином генерал-потпуковника. За време постојања чина у Југословенској армији изглед еполете био је скоро идентичан као у Оружаним снагама Совјетског Савеза.

## Галерија
- Ознака за рукав
генерал-лајтнанта
КоВ ЈА
(1943—1947)
- Еполета генерал-лајтнанта Народне милиције ФНРЈ од 1946. до 1953. године
- Еполета генерал-лајтнанта Оружаних снага Совјетског Савеза
- Еполета генерал-лајтнанта Оружаних снага Руске Федерације
- Еполета генерал-лајтнанта Оружаних снага Украјине